# 독일 스파이 박물관

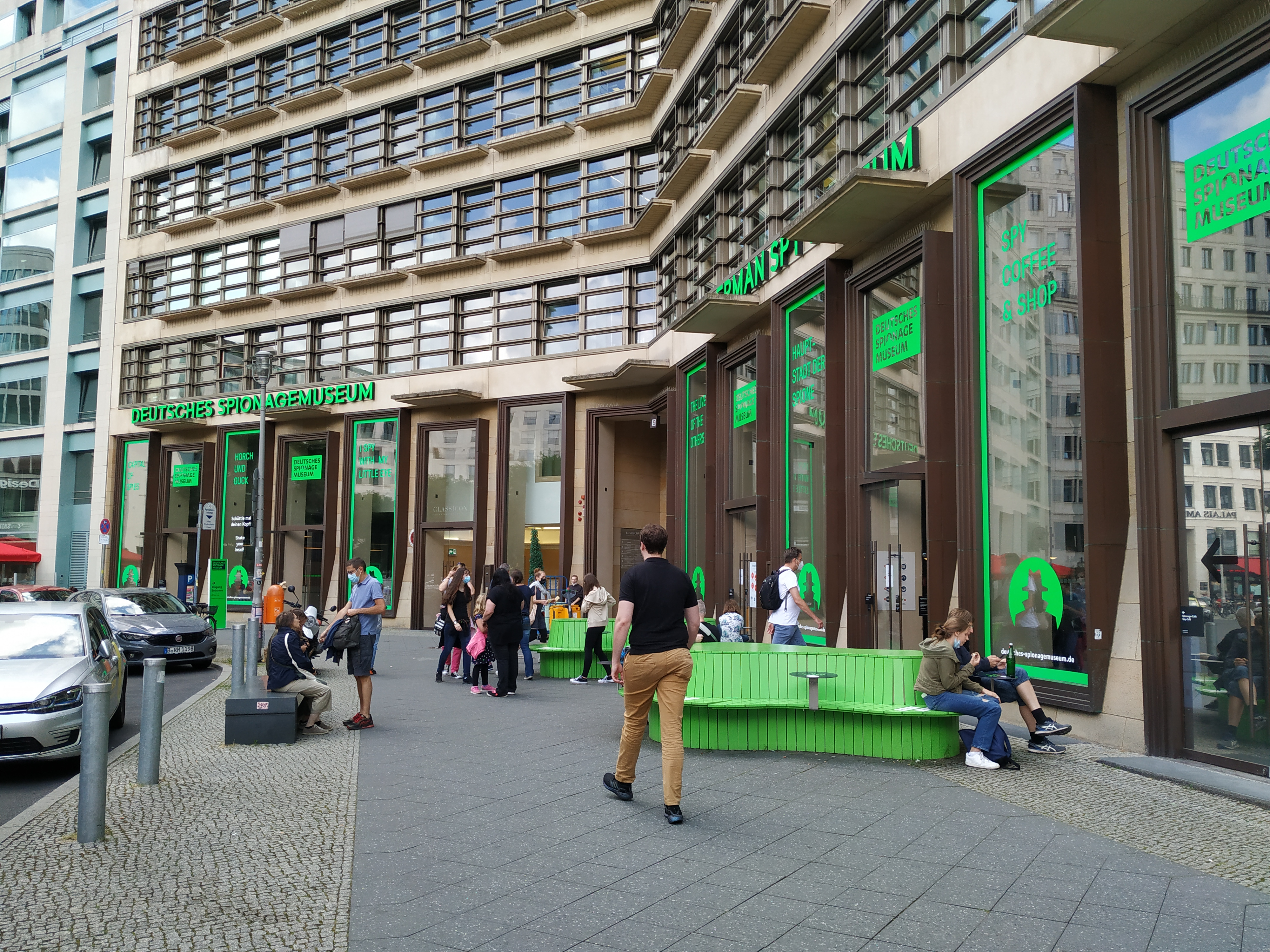
독일 스파이 박물관

독일 스파이 박물관(독일어: Deutsches Spionagemuseum)은 독일 베를린에 위치한 간첩 활동 분야를 전문으로 취급하는 사립 박물관로 2015년에 개관하였다.

## 같이 보기
- 국제 스파이 박물관